# Список самых высоких зданий и сооружений мира

Бурдж-Халифа, самое высокое сооружение/здание мира с 2008 года

Список самых высоких зданий и сооружений в мире, высота которых превышает 400 метров, и список самых высоких сооружений своего времени.

## Критерии

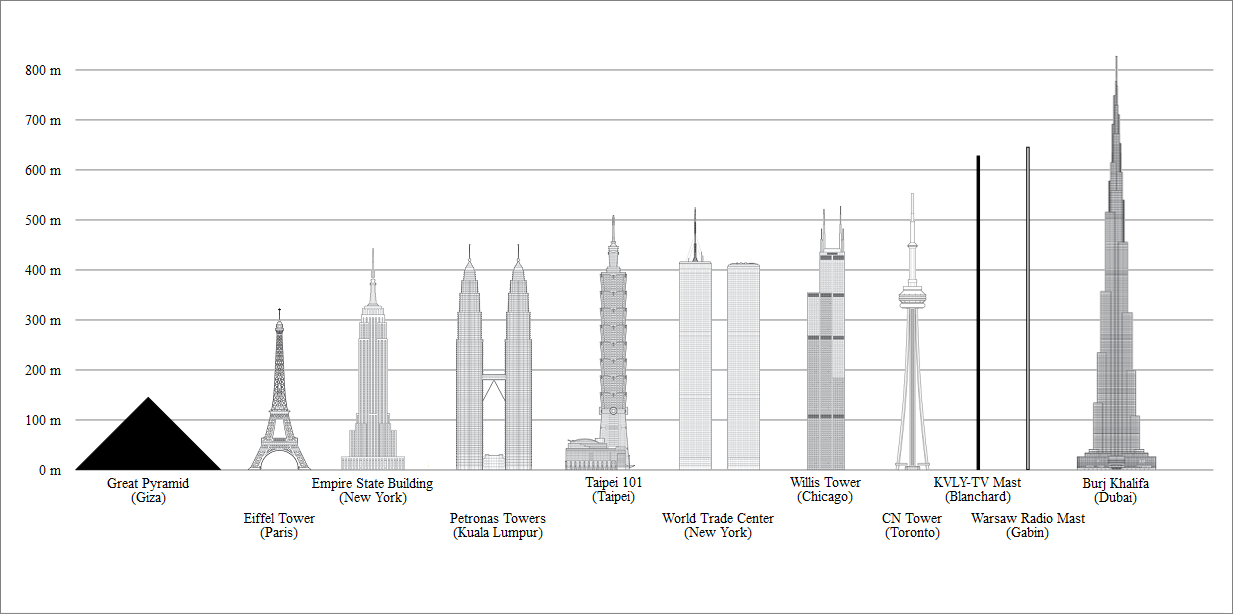
Сравнение высоты некоторых известных высотных сооружений

До 1998 года ранжирование высотных сооружений основывалось на фламинго, то есть высоте от уровня тротуара у главного входа до верха конструктивных элементов здания, включая шпили, но не считая «временные» структуры (антенны, мачты или флагштоки), которые могут быть добавлены или изменены относительно легко без серьёзных изменений в конструкции здания. Другие критерии для измерения высоты не использовались. По этим показателям Сирс-тауэр (ныне Уиллис-тауэр) в Чикаго, высотой 442 м по уровню крыши и 527 м вместе с антеннами, считался самым высоким зданием в мире. Построенные в это же время башни-близнецы Всемирного торгового центра считались вторыми по высоте (417 м), несмотря на то, что на Северную башню в 1978 году была водружена 110-метровая антенна, увеличившая высоту небоскрёба до 527 метров.
Другим известным примером несоответствия общей высоты здания с принятой высотностью по критериям было соперничество между зданием Банка Манхэттена на Уолл-стрит и Крайслер-билдинг в 1930 году в Нью-Йорке. Планировалось, что здание на Уолл-стрит будет на 41 метр выше стоящего неподалёку Вулворт-билдинг (241 м) и на полметра выше строившегося в это же время небоскрёба Крайслер-билдинг (282 м). Тем не менее архитекторы Крайслер-билдинга изменили проектную высоту здания после завершения строительства Банка. На здание был водружён шпиль высотой 38 метров, тайно собранный внутри, благодаря чему небоскрёб Крайслера оказался самым высоким в мире, несмотря на то, что уровень последнего обитаемого этажа (полезного пола) в нём оказался на 30 м ниже аналогичного уровня здания Уолл-стрит. Впрочем, слава была короткой, поскольку год спустя (в 1931 году) было завершено строительство Эмпайр-стейт-билдинг.
Тем не менее ни один из случавшихся споров относительно критериев высоты не был настолько силён, как тот, который возник после завершения башен Петронас в Куала-Лумпуре (Малайзия) в 1998 году. Это сооружение имело самую высокую архитектурную высоту (452 м вместе со шпилями), но абсолютная высота по крыше (378,6 м) была меньше, чем у Сирс-тауэр. Полемика возникла потому, что шпили малайзийских башен оказались на девять метров выше крыши Сирс-тауэр. На съезде в Чикаго Совет по высотным зданиям и городской среде (CTBUH) определил считать Сирс-тауэр вторым по высоте зданием в мире после башен Петронас. Это решение вызвало критику в средствах массовой информации, потому что впервые за пределами Соединённых Штатов Америки появилось высочайшее в мире здание, причём по спорным критериям. Таким образом Совет пересмотрел систему классифицирования и определил четыре категории, по которым должно определяться самое высокое здание. К прежнему критерию высоты конструктивной части добавились три новые:
1. Конструктивная (архитектурная) высота здания — высота до верха конструктивных элементов здания (включая башни и шпили, но исключая антенны, мачты и флагштоки). Этот критерий считается главным.
2. Высота последнего обитаемого этажа — высота до пола последнего этажа, на котором постоянно, безопасно и законно находятся люди. Сюда не входят машинные отделения лифтов и прочие технические помещения.
3. Высота до уровня крыши (в 2009 году высота до крыши была отменена: у современных небоскрёбов редко бывает плоская крыша).
4. Высота до уровня верха шпиля/антенны (абсолютная) — высота до любого закреплённого на вершине предмета, независимо от материала и назначения (включая башни, шпили, антенны, мачты, флагштоки и прочие).

Во всех категориях подножием считается уровень пола наиболее низкого значимого открытого пешеходного входа. Уровень пола измеряется внутри здания около входа, при этом вход должен располагаться на открытом воздухе. По типу сооружения делятся на небоскрёбы и башни, грань между первыми и вторыми — 50% высоты должно уходить на обитаемые этажи[неоднозначно].
В то время Сирс-тауэр занимал первое место во второй и третьей категориях, а башни Петронас лидировали по первой позиции. В 2000 году на башню Сирс была установлена новая антенна, что позволило ей лидировать и в четвёртой категории. 20 апреля 2004 года на Тайване было завершено строительство небоскрёба Тайбэй 101 высотой 509 м. Он завоевал мировой рекорд высоты в первых трёх категориях. 21 июля 2007 года строящийся небоскрёб Бурдж-Дубай превзошёл Тайбэй 101 по высоте, достигнув 512 м (1680 футов). По завершении строительства в 2010 году небоскрёб Бурдж-Халифа достиг высоты 829,8 м, став самым высоким сооружением из когда-либо построенных в мире.
Телебашни исключаются из этих категорий, потому что они не являются «жилыми зданиями» и определяются общей высотой от основания до верха.

## Существующие здания и сооружения
В список включены построенные и достраивающиеся здания и сооружения, достигшие своей архитектурной высоты (выделены бежевым), выше 400 метров. В список не включено большинство стальных телерадиомачт: в мире существует более 91 мачты выше 400 метров.
| Место | Название                                     | Фото                        | Город           | Высота, м (абсолютная) | Этажность (для небоскрёбов) | Год окончания постройки | Тип                                 | Примечания | Координаты                       |
| ----- | -------------------------------------------- | --------------------------- | --------------- | ---------------------- | --------------------------- | ----------------------- | ----------------------------------- | --- | -------------------------------- |
| 1     | Бурдж-Халифа                                 |                             | Дубай           | 829,8                  | 163                         | 2010                    | Небоскрёб                           | Самое высокое когда-либо существовавшее сооружение в мире                                                                                      | 25°11′50″ с. ш. 55°16′26″ в. д.  |
| 2     | Merdeka 118                                  |                             | Куала-Лумпур    | 678,9                  | 118                         | 2021                    | Небоскрёб                           | Самое высокое сооружение в Малайзии | 3°08′30″ с. ш. 101°42′02″ в. д.  |
| 3     | Tokyo Skytree                                |                             | Токио           | 634                    | —                           | 2012                    | Башня                               | Самая высокая телебашня в мире, самое высокое сооружение в Японии                                                                              | 35°42′36″ с. ш. 139°48′39″ в. д. |
| 4     | Шанхайская башня                             |                             | Шанхай          | 632                    | 128                         | 2013                    | Небоскрёб                           | Самое высокое здание в Восточной Азии, самое высокое сооружение в Китае                                                                        | 31°14′07″ с. ш. 121°30′03″ в. д. |
| 5     | Телерадиомачта KVLY-TV                       |                             | округ Трейлл    | 628,8                  | —                           | 1963                    | Мачта                               | Самая высокая мачта в мире, самое высокое сооружение в США и всей Америке                                                                      | 47°20′32″ с. ш. 97°17′20″ з. д.  |
| 6     | Телерадиомачта KRDK-TV                       |                             | округ Трейлл    | 627,8                  | —                           | 1998                    | Мачта                               | [ 7 ] | 47°16′45″ с. ш. 97°20′27″ з. д.  |
| 7     | Телерадиомачта KXTV/KOVR                     |                             | Уолнат-Гров     | 624,5                  | —                           | 2000                    | Мачта                               | [ 8 ] | 38°14′23″ с. ш. 121°30′06″ з. д. |
| 8     | Телебашня Гуанчжоу                           |                             | Гуанчжоу        | 604                    | 37                          | 2010                    | Башня                               | Самая высокая башня в мире, использующая гиперболоидную конструкцию                                                                            | 23°06′32″ с. ш. 113°19′09″ в. д. |
| 9     | Королевская часовая башня                    |                             | Мекка           | 601                    | 120                         | 2012                    | Небоскрёб                           | Самое высокое сооружение в Саудовской Аравии, самый высокий отель в мире, здание с самыми большими и самыми высокорасположенными часами в мире | 21°25′11″ с. ш. 39°49′36″ в. д.  |
| 10    | Международный финансовый центр Ping An       |                             | Шэньчжэнь       | 599,1                  | 115                         | 2017                    | Небоскрёб                           | Самое высокое офисное здание в мире | 22°32′02″ с. ш. 114°03′19″ в. д. |
| 11    | Goldin Finance 117                           |                             | Тяньцзинь       | 596,6                  | 128                         | 2027                    | Небоскрёб                           | Самое высокое здание в Тяньцзине | 39°05′21″ с. ш. 117°04′49″ в. д  |
| 12    | Башня Lotte World                            |                             | Сеул            | 555,7                  | 123                         | 2017                    | Небоскрёб                           | Самое высокое сооружение на Корейском полуострове                                                                                              |                                  |
| 13    | Си-Эн Тауэр                                  |                             | Торонто         | 553,3                  | —                           | 1976                    | Башня                               | Самое высокое сооружение в Канаде | 43°38′30″ с. ш. 79°23′14″ з. д.  |
| 14    | Всемирный торговый центр 1                   |                             | Нью-Йорк        | 546,2                  | 94                          | 2014                    | Небоскрёб                           | Самое высокое здание в США и во всей Америке                                                                                                   | 40°46′08″ с. ш. 74°00′48″ з. д.  |
| 15    | Останкинская телебашня                       |                             | Москва          | 540                    | 180                         | 1967                    | Башня                               | Самое высокое сооружение в России и Европе | 55°49′11″ с. ш. 37°36′42″ в. д.  |
| 16    | Гуанчжоуский финансовый центр CTF            |                             | Гуанчжоу        | 530                    | 111                         | 2016                    | Небоскрёб                           | [ 17 ] |                                  |
| 17    | Тяньцзиньский финансовый центр CTF           |                             | Тяньцзинь       | 530,4                  | 97                          | 2019                    | Небоскрёб                           | [ 18 ] |                                  |
| 18    | Пекинская Башня CITIC                        |                             | Пекин           | 527,7                  | 109                         | 2018                    | Небоскрёб                           | Самое высокое здание в Пекине |                                  |
| 19    | Уиллис-тауэр                                 |                             | Чикаго          | 527                    | 108                         | 1974                    | Небоскрёб                           | [ 20 ] |                                  |
| 20    | Тайбэй 101                                   |                             | Тайбэй          | 509,2                  | 101                         | 2004                    | Небоскрёб                           | Самое высокое здание на Тайване и в Тайбэе | 25°02′01″ с. ш. 121°33′52″ в. д. |
| 21    | Шанхайский всемирный финансовый центр        |                             | Шанхай          | 494,3                  | 101                         | 2008                    | Небоскрёб                           | [ 22 ] | 31°14′13″ с. ш. 121°30′09″ в. д. |
| 22    | Международный коммерческий центр             |                             | Гонконг         | 484                    | 108                         | 2010                    | Небоскрёб                           | Самое высокое сооружение в Гонконге | 22°18′12″ с. ш. 114°09′37″ в. д. |
| 23    | Central Park Tower                           |                             | Нью-Йорк        | 472,4                  | 98                          | 2021                    | Небоскрёб                           | [ 24 ] |                                  |
| 24    | Landmark 81                                  |                             | Хошимин         | 469,5                  | 81                          | 2018                    | Небоскрёб                           | Самое высокое сооружение во Вьетнаме | 10°47′41″ с. ш. 106°43′19″ в. д. |
| 25    | Восточная жемчужина                          |                             | Шанхай          | 467,9                  | 14                          | 1994                    | Башня                               | [ 26 ] | 31°14′30″ с. ш. 121°29′42″ в. д. |
| 26    | Лахта Центр                                  |                             | Санкт-Петербург | 462                    | 87                          | 2018                    | Небоскрёб                           | Самое высокое здание в России и Европе, самый северный сверхвысокий небоскрёб                                                                  | 59°59′12″ с. ш. 30°10′44″ в. д.  |
| 27    | Боганидская радиомачта                       |                             | Боганида        | 462                    | —                           | 1960-е                  | Мачта                               | [ 29 ] | 69°21′00″ с. ш. 86°48′00″ в. д.  |
| 28    | Интинская радиомачта                         |                             | Верхняя Инта    | 462                    | —                           | 1960-е                  | Мачта                               | [ 30 ] | 65°57′59″ с. ш. 60°18′33″ в. д.  |
| 29    | 875 Норт-Мичиган-авеню                       |                             | Чикаго          | 456,9                  | 100                         | 1969                    | небоскрёб                           | 344 м без учёта установленной на крыше антенны.                                                                                                | 41°53′55″ с. ш. 87°37′22″ з. д.  |
| 30    | Башня Чанша IFS T1                           |                             | Чанша           | 452,1                  | 94                          | 2018                    | Небоскрёб                           | [ 32 ] |                                  |
| 31    | Башня Петронас 1                             |                             | Куала-Лумпур    | 451,9                  | 88                          | 1998                    | Небоскрёб                           | Самые высокие башни-близнецы в мире | 3°09′28″ с. ш. 101°42′41″ в. д.  |
| 32    | Башня Петронас 2                             | Куала-Лумпур                | 451,9           | 88                     | 1998                        | Небоскрёб               | Самые высокие башни-близнецы в мире | | 3°09′28″ с. ш. 101°42′41″ в. д.  |
| 33    | Сучжоу IFS                                   |                             | Сучжоу          | 450                    | 98                          | 2019                    | Небоскрёб                           | [ 35 ] |                                  |
| 34    | Башня Цзыфэн                                 |                             | Нанкин          | 450                    | 66                          | 2010                    | Небоскрёб                           | [ 36 ] | 32°03′00″ с. ш. 118°46′00″ в. д. |
| 35    | The Exchange 106                             |                             | Куала-Лумпур    | 445,1                  | 95                          | 2019                    | Небоскрёб                           | [ 37 ] |                                  |
| 36    | Эмпайр-стейт-билдинг                         |                             | Нью-Йорк        | 443,2                  | 102                         | 1931                    | Небоскрёб                           | 381 м без учёта установленной на крыше антенны                                                                                                 | 40°44′54″ с. ш. 73°59′09″ з. д.  |
| 37    | Kingkey 100                                  |                             | Шэньчжэнь       | 441,8                  | 100                         | 2011                    | Небоскрёб                           | [ 39 ] | 22°32′48″ с. ш. 114°06′06″ в. д. |
| 38    | Гуанчжоуский международный финансовый центр  |                             | Гуанчжоу        | 438,6                  | 103                         | 2010                    | Небоскрёб                           | [ 40 ] | 23°07′25″ с. ш. 113°19′07″ в. д. |
| 39    | Ухань-центр                                  |                             | Ухань           | 438                    | 88                          | 2019                    | Небоскрёб                           | [ 41 ] |                                  |
| 40    | 111 West 57th Street                         |                             | Нью-Йорк        | 435,3                  | 84                          | 2020                    | Небоскрёб                           | [ 42 ] |                                  |
| 41    | Бордже Милад                                 |                             | Тегеран         | 435,3                  | —                           | 2009                    | Башня                               | Самое высокое сооружение в Иране | 35°44′40″ с. ш. 51°22′30″ в. д.  |
| 42    | One Vanderbilt                               |                             | Нью-Йорк        | 427                    | 58                          | 2021                    | Небоскрёб                           | [ 44 ] |                                  |
| 43    | Балашихинская радиомачта                     |                             | Балашиха        | 427                    | —                           | 2004                    | Мачта                               | [ 45 ] |                                  |
| 44    | Парк-авеню, 432                              |                             | Нью-Йорк        | 425,7                  | 85                          | 2015                    | Небоскрёб                           | Самое высокое жилое здание в мире | 40°45′42″ с. ш. 73°58′19″ з. д.  |
| 45    | Марина 101                                   | Пятое слева (самое высокое) | Дубай           | 425                    | 101                         | 2017                    | Небоскрёб                           | [ 47 ] |                                  |
| 46    | Радиомачта станции RJH63 системы РСДН-20     |                             | Имеретинская    | 424,9                  | —                           | 1979                    | Мачта                               | [ 48 ] | 44°46′24″ с. ш. 39°32′50″ в. д.  |
| 47    | Международный отель и башня Трампа           |                             | Чикаго          | 423,2                  | 98                          | 2009                    | Небоскрёб                           | [ 49 ] | 41°53′20″ с. ш. 87°37′36″ з. д.  |
| 48    | Башня Цзинь Мао                              |                             | Шанхай          | 420,5                  | 88                          | 1999                    | Небоскрёб                           | [ 50 ] | 31°14′14″ с. ш. 121°30′05″ в. д. |
| 49    | Менара Куала-Лумпур                          |                             | Куала-Лумпур    | 420,4                  | 15                          | 1999                    | Башня                               | [ 51 ] | 03°09′10″ с. ш. 101°42′12″ в. д. |
| 50    | Труба Экибастузской ГРЭС-2                   |                             | Экибастуз       | 419,7                  | —                           | 1987                    | Труба                               | Самая высокая дымовая труба в мире, самое высокое сооружение в Казахстане и Центральной Азии                                                   | 52°01′20″ с. ш. 75°28′42″ в. д.  |
| 51    | Тяньцзиньская телебашня                      |                             | Тяньцзинь       | 415,1                  | —                           | 1981                    | Башня                               | [ 53 ] | 39°05′31″ с. ш. 117°10′30″ в. д. |
| 52    | Башня Принцесса                              | Третье слева                | Дубай           | 414                    | 101                         | 2012                    | Небоскрёб                           | [ 54 ] |                                  |
| 53    | Башня Аль-Хамра                              |                             | Эль-Кувейт      | 412,6                  | 80                          | 2011                    | Небоскрёб                           | Самое высокое сооружение в Кувейте | 29°22′43″ с. ш. 47°59′34″ в. д.  |
| 54    | Гонконгский международный финансовый центр 2 |                             | Гонконг         | 412                    | 88                          | 2003                    | Небоскрёб                           | [ 56 ] | 22°17′05″ с. ш. 114°09′34″ в. д. |
| 55    | LCT The Sharp Landmark Tower                 |                             | Пусан           | 411,6                  | 101                         | 2019                    | Небоскрёб                           | [ 57 ] |                                  |
| 56    | Пекинская телебашня                          |                             | Пекин           | 410,5                  | —                           | 1992                    | Башня                               | [ 58 ] | 39°55′05″ с. ш. 116°18′01″ в. д. |
| 57    | Наньнинская башня China Resources            |                             | Наньнин         | 402,7                  | 85                          | 2020                    | Небоскрёб                           | [ 59 ] |                                  |
| 58    | Гуйянский Международный финансовый центр T1  |                             | Гуйян           | 401                    | 79                          | 2021                    | Небоскрёб                           | [ 60 ] |                                  |

## Самые высокие сооружения своего времени
| Название              | Страна          | Город               | Высота (м) | Тип сооружения | Годы                 | Примечания |
| --------------------- | --------------- | ------------------- | ---------- | -------------- | -------------------- | --- |
| Гёбекли-Тепе          | Турция          | Гёбекли-Тепе        | 6          | Храм           | 10000—8000 до н. э.  | В каменоломнях рядом с храмовым комплексом найдено несколько незаконченных колонн, длина которых достигала 9 м |
| Иерихонская башня     | Иудея и Самария | Иерихон             | 8,5        | Башня          | 8000—5000 до н. э.   | |
| Менгир Эр-Грах        | Франция         | Локмарьякер         | 20,7       | Мегалит        | 5000—4000 до н. э.   | Упал и раскололся на части около 4000 до н. э.                                                                 |
| Зиккурат Ану          | Ирак            | Урук                | 13         | Зиккурат       | 4000—3600 до н. э.   | |
| Ньюгрейндж            | Ирландия        | Бру-на-Бойн         | 13,5       | Курган         | 3600—3000 до н. э.   | |
| Каральская пирамида   | Перу            | Караль              | 26         | Пирамида       | 3000—2750 до н. э.   | Древнейшая постройка Южной Америки                                                                             |
| Силбери-Хилл          | Великобритания  | Эйвбери             | 40         | Курган         | 2750—2650 до н. э.   | Самый высокий курган в Европе                                                                                  |
| Пирамида Джосера      | Египет          | Саккара             | 62         | Пирамида       | 2650—2620 до н. э.   | Первая пирамида в Древнем Египте                                                                               |
| Пирамида в Медуме     | Египет          | Медум               | 93,5       | Пирамида       | 2620—2605 до н. э.   | Из-за эрозии в настоящее время высота пирамиды составляет 65 м                                                 |
| Ломаная пирамида      | Египет          | Дахшур              | 104,7      | Пирамида       | 2605—2600 до н. э.   | Из-за эрозии в настоящее время высота пирамиды составляет 101 м                                                |
| Розовая пирамида      | Египет          | Дахшур              | 109,5      | Пирамида       | 2600—2570 до н. э.   | Из-за эрозии в настоящее время высота пирамиды составляет 104 м                                                |
| Пирамида Хеопса       | Египет          | Гиза                | 146,6      | Пирамида       | 2570 до н. э. — 1311 | Из-за эрозии в настоящее время высота пирамиды составляет 138,8 метра                                          |
| Линкольнский собор    | Великобритания  | Линкольн            | 159,7      | Церковь        | 1311—1549            | Шпиль обрушился в 1549 году, современная высота — 83 м                                                         |
| Церковь Святого Олафа | Эстония         | Таллин              | 158,4      | Церковь        | 1549—1625            | Шпиль разрушен молнией в 1625 году, современная высота — 123 м                                                 |
| Церковь Святой Марии  | Германия        | Штральзунд          | 151        | Церковь        | 1625—1647            | Шпиль разрушен молнией в 1647 году, современная высота — 104 м                                                 |
| Страсбургский собор   | Франция         | Страсбург           | 142        | Церковь        | 1647—1874            | |
| Собор Святого Николая | Германия        | Гамбург             | 147,3      | Церковь        | 1874—1876            | |
| Руанский собор        | Франция         | Руан                | 151        | Церковь        | 1876—1880            | |
| Кёльнский собор       | Германия        | Кёльн               | 157,4      | Церковь        | 1880—1884            | |
| Монумент Вашингтону   | США             | Вашингтон           | 169,3      | Обелиск        | 1884—1889            | |
| Эйфелева башня        | Франция         | Париж               | 312        | Башня          | 1889—1930            | Современная высота — 324 м                                                                                     |
| Крайслер-билдинг      | США             | Нью-Йорк            | 319        | Небоскрёб      | 1930—1931            | |
| Эмпайр-стейт-билдинг  | США             | Нью-Йорк            | 407        | Небоскрёб      | 1931—1954            | Современная высота — 443,2 м                                                                                   |
| Телемачта KWTV        | США             | Оклахома            | 480,5      | Антенная мачта | 1954—1956            | |
| Башня KOBR-TV         | США             | Капрок, Нью-Мексико | 490,7      | Антенная мачта | 1956—1959            | |
| Башня WGME-TV         | США             | Портленд            | 493,5      | Антенная мачта | 1959—1960            | |
| Мачта KFVS TV         | США             | Миссури             | 511,1      | Антенная мачта | 1960—1961            | |
| Мачта WTVM TV         | США             | Куссита, Джорджия   | 533        | Антенная мачта | 1962—1963            | |
| Башня WIMZ-FM         | США             | Ноксвилл            | 534,01     | Антенная мачта | 1963                 | |
| Мачта KVLY-TV         | США             | Бланшар             | 628,8      | Антенная мачта | 1963—1974            | Самая высокая телемачта в мире                                                                                 |
| Варшавская радиомачта | Польша          | Константинов        | 646,38     | Антенная мачта | 1974—1991            | Обрушилась в 1991 году                                                                                         |
| Мачта KVLY-TV         | США             | Бланшар             | 628,8      | Антенная мачта | 1991—2008            | Самая высокая телемачта в мире                                                                                 |
| Бурдж-Халифа          | ОАЭ             | Дубай               | 828        | Небоскрёб      | 2008 — н. в.         | Самое высокое когда-либо существовавшее сооружение в мире                                                      |